# Cúp quốc gia Scotland 1898–99
 Cúp quốc gia Scotland 1898–99 là mùa giải thứ 26 của giải đấu bóng đá loại trực tiếp uy tín nhất Scotland. Chức vô địch thuộc về Celtic khi đánh bại Rangers 2-0 trong trận Chung kết.

## Lịch thi đấu
| Vòng      | Ngày thi đấu đầu tiên | Số trận đấu | Số đội tham gia |
| --------- | --------------------- | ----------- | --------------- |
| Vòng Một  | 14 tháng 1 năm 1899   | 16          | 32 → 16         |
| Vòng Hai  | 11 tháng 2 năm 1899   | 8           | 16 → 80         |
| Tứ kết    | 18 tháng Hai 1899     | 4           | 8 → 4           |
| Bán kết   | 11 tháng 3 năm 1899   | 2           | 4 → 2           |
| Chung kết | 22 tháng 4 năm 1899   | 1           | 2 → 1           |

## Vòng Một
| Đội nhà               | Tỉ số | Đội khách           |
| --------------------- | ----- | ------------------- |
| Airdrieonians         | 3 – 3 | Arbroath            |
| Ayr Parkhouse         | 3 – 1 | Dundee              |
| Clyde                 | 3 – 0 | Wishaw Thistle      |
| East Stirlingshire    | 4 – 1 | Dumbarton           |
| Bo'ness               | 3 – 3 | St Bernard's        |
| Hibernian             | 2 – 1 | Royal Albert        |
| Forfar Athletic       | 4 – 5 | West Calder Swifts  |
| Greenock Morton       | 3 – 1 | Annbank             |
| Orion                 | 0 – 2 | Kilmarnock          |
| Partick Thistle       | 5 – 0 | Irvine              |
| Port Glasgow Athletic | 3 – 2 | Renton              |
| Queen's Park          | 4 – 0 | Kilsyth Wanderers   |
| Rangers               | 4 – 1 | Heart of Midlothian |
| Sixth GRV             | 1 – 8 | Celtic              |
| St Mirren             | 7 – 1 | Leith Athletic      |
| Third Lanark          | 4 – 1 | Arthurlie           |

### Đá lại
| Đội nhà      | Tỉ số | Đội khách     |
| ------------ | ----- | ------------- |
| Arbroath     | 3 – 2 | Airdrieonians |
| St Bernard's | 4 – 2 | Bo'ness       |

## Vòng Hai
| Đội nhà               | Tỉ số | Đội khách          |
| --------------------- | ----- | ------------------ |
| Ayr Parkhouse         | 1 – 4 | Rangers            |
| Celtic                | 3 – 0 | St Bernard's       |
| Clyde                 | 3 – 1 | Arbroath           |
| East Stirlingshire    | 1 – 1 | Kilmarnock         |
| Partick Thistle       | 2 – 2 | Greenock Morton    |
| Port Glasgow Athletic | 3 – 1 | West Calder Swifts |
| Queen's Park          | 5 – 1 | Hibernian          |
| St Mirren             | 2 – 1 | Third Lanark       |

### Đá lại
| Đội nhà         | Tỉ số | Đội khách          |
| --------------- | ----- | ------------------ |
| Kilmarnock      | 0 – 0 | East Stirlingshire |
| Greenock Morton | 1 – 2 | Partick Thistle    |

### Đá lại lần 2
| Đội nhà    | Tỉ số | Đội khách          |
| ---------- | ----- | ------------------ |
| Kilmarnock | 4 – 2 | East Stirlingshire |

## Tứ kết
| Đội nhà               | Tỉ số | Đội khách       |
| --------------------- | ----- | --------------- |
| Kilmarnock            | 1 – 2 | St Mirren       |
| Queen's Park          | 2 – 4 | Celtic *        |
| Port Glasgow Athletic | 7 – 3 | Partick Thistle |
| Rangers               | 4 – 0 | Clyde           |

- Trận đấu bị hủy bỏ

### Đá lại
| Đội nhà | Tỉ số | Đội khách    |
| ------- | ----- | ------------ |
| Celtic  | 2 – 1 | Queen's Park |

## Bán kết
| Đội nhà   | Tỉ số | Đội khách             |
| --------- | ----- | --------------------- |
| Celtic    | 4 – 2 | Port Glasgow Athletic |
| St Mirren | 1 – 2 | Rangers               |

## Chung kết
| Celtic | 2 – 0 | Rangers |
| ------ | ----- | ------- |
|        |       |         |